# Encarsia gallardoi
Encarsia gallardoi är en stekelart som beskrevs av Marelli 1933. Encarsia gallardoi ingår i släktet Encarsia och familjen växtlussteklar. Inga underarter finns listade i Catalogue of Life.